# Donbass Arena
Donbass Arena (ukrainsk: Донба́с Аре́на ukrainsk udtale: [donˈbɑs ɑˈrɛnɑ], russisk: Донба́сc Аре́на) er et stadion i Donetsk i Ukraine.
Klubben FC Shakhtar Donetsk har haft hjemmebane på Donbass Arena, siden det blev indviet 29. august 2009. Stadionet rummer i alt 51.504 siddepladser.
Arenaen blev brugt under Europamesterskabet i fodbold 2012.

## Konflikten i Ukraine 2014
Stadionet var den 20. maj 2014 hjemsted for en mindre "fredsmarch" mod volden under urolighederne i det østlige Ukraine og den selvudråbte Folkerepublikken Donetsk.
Den 22. august 2014 blev stadionet beskadiget som følge af artilleriild i forbindelse med kampe mellem Ukraines hær og pro-russiske separatister om kontrol med Donetsk. Den 20. oktober 2014 blev stadionet igen ramt af eksplosioner, der tilsyneladende var forårsaget af artilleri. Stadionet led skade på øst- og vestsiden og et større glasparti faldt ned tæt på en ung pige. Som følge af konflikten i det østlige Ukraine flyttede Shakhtar i 2014 alle sine hjemmekampe til Lviv, der ligger mere vestligt og uden for konfliktzonen, og i 2017 til Metalist Stadion i Kharkiv, ca. 200 km nord for Donetsk. Additionally, the club's administrative headquarters and player training sessions have been shifted to Kiev.